# Desnobrežna Ukrajina
Desnobrežna Ukrajina (ukrajinsko Правобережна Україна, latinizirano: Pravoberežna Ukrajina; rusko Правобережная Украина, latinizirano: Pravoberežnaja Ukraina; poljsko Prawobrzeżna Ukraina) je zgodovinsko in geografsko ime dela sedanje Ukrajine na desnem (zahodnem) bregu reke Dneper, ki ustreza sodobnim Viniški, Žitomirski, Kirovogradski oblasti, pa tudi zahodnim delom Kijeva in Čerkasa. Med ruino je bila ločena od Levobrežne Ukrajine.
Desnobrežna Ukrajina je mejila na zgodovinske pokrajine Volinijo in Podolje na zahodu, Moldavijo na jugozahodu, Jedisan in Zaporožje na jugu, Levobrežno Ukrajino na vzhodu in Polesje na severu.
Glavna mesta v pokrajini so bila Čerkasi, Kropivnicki, Bila Cerkva, Žitomir in Oleksandrija.

## Zgodovina
Zgodovina Desnobrežne in Levobrežne Ukrajine je tesno povezana z uporom  Bogdana Hmelnickega 1648–1657.  Med vladanjem dinastije Vasa je bilo ozemlje Desnobrežne Ukrajine do rusko-poljske vojne del poljsko-litovske Republike obeh narodov. Vojno je sprožil Perejaslavski sporazum o zavezništvu, ki ga je leta 1654 sklenil Hmelnicki s Carsko Rusijo. Po trinajst letih konfliktov je zmagalo Rusko carstvo in po sklenitvi Andrusovskega premirja  leta 1667 priključilo Levobrežno Ukrajino, vključno s Kijevom. Desnobrežna Ukrajina je do delitve Poljske v poznem 18. stoletju ostala v Republiki obeh narodov. Kot del Malopoljske je bila razdeljena na Kijevsko in Braclavsko vojvodstvo. 
Leta 1669 je hetman Petro Dorošenko omogočil, da je Desnobrežna Ukrajina postala del Osmanskega cesarstva.  Najbolj južno Podolje v Desnobrežni Ukrajini so Osmani napadli leta 1672. Mesti  Kijev in Braclav sta prišli pod oblast Petra Dorošenka, dokler ju niso leta 1681 osvojili Osmani. Po zmagi krščanskih sil v bitki pri Dunaju leta 1683, je bila po sklenitvi Karlovškega miru leta 1699 Desnobrežna Ukrajina vrnjena Republiki obeh narodov. V 18. stoletju sta se zgodili dve kozaški vstaji. V drugi delitvi Poljske je Desnobrežna Ukrajina leta 1793 pripadla Ruskemu carstvu in postala del gubernije Mala Rusija. 
V 19. stoletju je bilo prebivalstvo Desnobrežne Ukrajine večinoma ukrajinsko, večino zemlje pa je imelo v lasti poljsko ali polonizirano ukrajinsko plemstvo. Številna mesta so spadala v obmejni pas Ruskega carstva z nenatančno določenimi državnimi mejami,  v katerem je bilo zaradi dovoljenega naseljevanja veliko Judov. Poljsko govoreče plemstvo je bilo večinoma rimskokatoliško. Večina kmečkega prebivalstva je v 18. stoletju postala grkokatoliška, po delitvah Poljske pa se je v veliki meri spreobrnila v  pravoslavje že dolgo pred razpadom Republike obeh narodov leta 1839. Desnobrežna Ukrajina je bila pozneje razdeljena na štiri pokrajine (gubernije) z lastnimi upravami: Kijev, Volinija,  Herson in Podolje.

## Hetmani (1685–1699)
- 1684–1689: Andrij Mogila
- 1689–1692: Griško Ivanovič
- 1693–1699: Samijlo Samus